# Fargues-sur-Ourbise
Fargues-sur-Ourbise település Franciaországban, Lot-et-Garonne megyében. Lakosainak száma 341 fő (2022. január 1.). Fargues-sur-Ourbise Ambrus, Anzex, Boussès, Caubeyres, Durance, Houeillès, Pompiey, Pompogne és La Réunion községekkel határos.

## Népesség
A település népességének változása:
| Lakosok száma | 347  | 403  | 283  | 358  | 355  | 346  | 344  | 347  | 344  | 341  |
|               | 1968 | 1982 | 1990 | 2006 | 2013 | 2015 | 2017 | 2019 | 2020 | 2022 |